# Carl Friedrich von Saldern
Carl Friedrich von Saldern (28. marts 1719 i Aabenraa – 8. januar 1770 i Slesvig by) var en dansk officer, bror til Caspar von Saldern.
Han var søn af Friedrich von Saldern og Anna Maria Kamphøvener. 1752 blev han sekondløjtnant i Dronningens Livregiment, 1759 kaptajn i slesvigske infanteri regiment, afskediget af dansk tjeneste 5. maj 1762 og dernæst oberst i russisk tjeneste. 20. april 1769 blev han dansk generalmajor med 500 rigsdaler i årlig gage, men døde allerede året efter.